# Yasmín Albellán Hernández
Yasmín Albellán Hernández (San Miguel Tlaxcaltepec, Amealco, Querétaro) es una política mexicana, activista, luchadora social y protectora de los derechos de los pueblos originarios.
Es la primera mujer indígena en integrarse a la Legislatura del Estado de Querétaro.

## Trayectoria
La activista, además, ha sido trabajadora del campo, servidora doméstica, artesana y miembro activo del frente Unión Juventud Revolucionarios desde hace más de 10 años.
Es diputada del partido MORENA, de la LX Legislatura del Estado de Querétaro.

Desde el inicio de su trayectoria política, se enfrentó a diversas dificultades como las impugnaciones a su designación, al haber accedido al cargo mediante una acción afirmativa, discriminación, falta de recursos y estudios y arbitrariedades. Se ha manifestado respecto a lo complicado que ha sido ser mujer indígena en la política, por lo que no contenderá nuevamente por la diputación.

Por ser mujer la verdad sí me da miedo y soy madre de familia también
Llegó la elección y ocho días después, por la noche, me marcaron a mi celular, que me presentara al día siguiente a la oficina del partido, que íbamos a ir a un evento donde ellos me comentaron que iban a pelear por mí candidatura, aunque no me aseguraban nada, pero tenía que asistir sola, sin avisarle a nadie y que el IEEQ iba a estar presente para entregar los nombramientos de los diputados que salieron electos y en uno de esos estaba yo. Llegamos al evento y me entregaron el nombramiento públicamente, aunque uno como indígena no va preparado, no sabe por qué, nuestra gente qué sabe de eso, ni siquiera nos explican a qué va uno, pero a final de cuentas llegamos y nos presentamos y al salir del evento un compañero del partido, con una habilidad y dolo increíble me engañó, me despojó y se llevó mi nombramiento, diciendo que por seguridad tendría que resguardarlo él
(…)
Es lo que me dijeron después, por qué permití que se llevaran mi documento y es ahí donde se ve la discriminación que nos hacen como indígenas, al no saber nuestros derechos, ellos abusan de esa autoridad que tienen como partido, de no decirnos esto es tuyo. A los dos días regresé por mi nombramiento a la oficina del partido, aun así, no me lo querían dar, insistiendo que, por seguridad, estaba más seguro con ellos que conmigo

## Aportaciones
En 2022, la diputada impulsó la reforma para incluir la violencia vicaria en la Ley Estatal de Acceso a las Mujeres a una Vida Libre de Violencia, así como establecer medidas preventivas, de atención y sanciones.
También participó en la iniciativa de reforma para prohibir las terapias en torno a la orientación sexual, cuyo objetivo es, reprimir el libre desarrollo de la personalidad, conocida con la denominación de ECOSIG aprobada el 29 de junio de 2023.
Y presentó una iniciativa para proteger y preservar las lenguas originarias, que obliga la enseñanza de una lengua indígena en todas las escuelas del estado. Particularmente, el idioma otomí, con la variante hñähñu, que es la que se habla en la región que representa.

## Controversias
En 2023 fue acusada como traidora por Rufina Benítez Estrada, presidenta del Comité Ejecutivo Estatal de Morena, por votar a favor de que el gobierno del Partido Acción Nacional, Mauricio Kuri adquiera una deuda de 3 mil 300 millones de pesos para proyectos de energía, movilidad y obras sociales en Querétaro y la respuesta del comité estatal del partido político fue un proceso de expulsión en contra de cuatro diputados locales, entre los que se encuentra Albellán.
No obstante, la Comisión Nacional de Honestidad y Justicia de Morena declaró que el recurso de queja no procedió debido a que los legisladores tienen la libertad para ejercer su labor parlamentaria.
Mientras que  la legisladora indígena defendió su voto justificado por la necesidad de que se beneficien a las comunidades marginadas, acercándoles la electricidad.